# José de Salamanca y Mayol
José de Salamanca y Mayol (Malaga, 23 maggio 1811 – Carabanchel Bajo, 21 gennaio 1883) è stato un politico e imprenditore spagnolo, marchese di Salamanca, imprenditore e pioniere delle ferrovie spagnole.

## Biografia

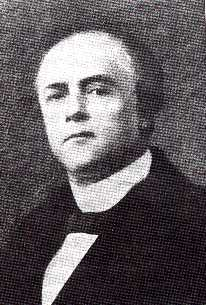
Il marchese di Salamanca

Conclusi gli studi in legge e filosofia presso l'Università di Granada nel 1828 entrò in contatto con gli oppositori di Ferdinando VII di Spagna. Sfruttando le amicizie politiche del padre, divenne sindaco del comune di Monovar, nella provincia di Alicante, nel 1833. Durante la reggenza di Maria Cristina di Borbone ascese alla ribalta della politica nazionale. Nel 1837 venne eletto al Parlamento come deputato di Malaga.
A Madrid dimostrò il suo grande talento per la negoziazione. Nel 1839 egli ottiene il monopolio del sale e iniziò a investire sulla borsa di Madrid. Nominato ministro nel 1847, divenne de facto presidente del Consiglio nel mese di ottobre dello stesso anno in seguito alle dimissioni di Joaquín Francisco Pacheco. Venne destituito dal nuovo presidente del Consiglio Florencio García Goyena in seguito a un'inchiesta parlamentare per presunte malversazioni. Quando la regina Isabella II destituì tutto il governo nominando Ramón María Narváez y Campos Presidente del Consiglio, José de Salamanca, già in lotta con quest'ultimo, preferì autoesiliarsi in Francia ove rimase fino al 1849.
La rivoluzione liberale del 1854 lo ricacciò nuovamente in condizioni rocambolesche. Inseguito da una folla ostile che diede fuoco alla sua casa, fuggì travestito da meccanico impadronendosi di una delle locomotive della stazione ferroviaria di Atocha. Rientrato in affari nel 1856, fu nominato senatore.

### Interessi e speculazioni nelle ferrovie
José de Salamanca costruì la seconda linea della Spagna e la prima da Madrid, creando la Compañia del Camino de Hierro Maria Cristina. Tale ferrovia, da Madrid ad Aranjuez fu la prima di una lunga serie; allo scopo Salamanca riunì i suoi soci formando il 24 dicembre 1845, la Empresa del Camino de Hierro de Madrid a Aranjuez con un capitale di 11,25 milioni di pesetas. Associatosi con i Rothschild, creò la Compañia de los ferrocarriles de Madrid a Zaragoza y Alicante che divenne una delle maggiori società ferroviarie spagnole. In Portogallo creò la Companhia Real dos Caminhos de Ferro Portugueses. I suoi interessi spaziarono anche in Italia.
Salamanca investì capitali nelle ferrovie Madrid-Irún, Cordova-Malaga e Aranjuez-Mediterraneo con operazioni anche non troppo limpide. Negli Stati Uniti d'America investì nella società l'Atlantic and Great Western Railroad nello stato di New York, Pennsylvania e Ohio.